# Ethiopië op de Olympische Zomerspelen 2008
Ethiopië nam deel aan de Olympische Zomerspelen 2008 in Peking, China. Ethiopië debuteerde op de Zomerspelen in 1956 en deed in 2008 voor de elfde keer mee. Met vier keer goud werd het record uit 2000 geëvenaard. Alle medailles werden in de atletiek gewonnen.

## Medailleoverzicht
| Sport    | Olympiër        | Discipline   | Medaille |
| -------- | --------------- | ------------ | -------- |
| Atletiek | Kenenisa Bekele | 5000m (m)    | Goud     |
| Atletiek | Kenenisa Bekele | 10000m (m)   | Goud     |
| Atletiek | Tirunesh Dibaba | 5000m (v)    | Goud     |
| Atletiek | Tirunesh Dibaba | 10000m (v)   | Goud     |
| Atletiek | Meseret Defar   | 5000m (v)    | Zilver   |
| Atletiek | Sileshi Sihine  | 10000m (m)   | Zilver   |
| Atletiek | Tsegay Kebede   | marathon (m) | Brons    |

## Deelnemers en resultaten per onderdeel

### Atletiek
| Olympiër           | Discipline             | Resultaat | Prestatie                                               |
| ------------------ | ---------------------- | --------- | ------------------------------------------------------- |
| Demma Daba         | 1500m (m)              | 25e       | serie 3: 8ste in 3.38,78                                |
| Deresse Mekonnen   | 1500m (m)              | 13e       | serie 1: 5de in 3.36,22 halve finale 2: 6de in 3.37,85  |
| Mulugeta Wendimu   | 1500m (m)              | 17e       | serie 4: 6de in 3.36,67 halve finale 1: 10de in 3.40,16 |
| Kenenisa Bekele    | 5000m (m)              | Goud      | serie 3: 3de in 13.40,13 finale: 1ste in 12.57,82 (OR)  |
| Tariku Bekele      | 5000m (m)              | 6e        | serie 1: 3de in 13.37,62 finale: 6de in 13.19,06        |
| Abreham Cherkos    | 5000m (m)              | 5e        | serie 2: 3de in 13.47,60 finale: 5de in 13.16,46        |
| Kenenisa Bekele    | 10000m (m)             | Goud      | 27.01,17 (OR)                                           |
| Haile Gebrselassie | 10000m (m)             | 6e        | 27.06,86                                                |
| Sileshi Sihine     | 10000m (m)             | Zilver    | 27.02,77                                                |
| Roba Gari          | 3000m steeplechase (m) | 23e       | serie 3: 8ste in 8.28,27                                |
| Yacob Jarso        | 3000m steeplechase (m) | 4e        | serie 2: 1ste in 8.16,88 finale: 4de in 8.13,47 (NR)    |
| Nahom Mesfin       | 3000m steeplechase (m) | 19e       | serie 1: 5de in 8.23,82                                 |
| Gashaw Asfaw       | marathon (m)           | 7e        | 2:10.52                                                 |
| Tsegay Kebede      | marathon (m)           | Brons     | 2:10.00                                                 |
| Deriba Merga       | marathon (m)           | 4e        | 2:10.21                                                 |
|                    |                        |           |                                                         |
| Meskerem Assefa    | 1500m (v)              | 19e       | serie 3: 10de in 4.10,04                                |
| Gelete Burka       | 1500m (v)              | 26e       | serie 2: 6de in 4.15,77                                 |
| Meseret Defar      | 5000m (v)              | Zilver    | serie 2: 1ste in 14.56,32 finale: 2de in 15.44,12       |
| Tirunesh Dibaba    | 5000m (v)              | Goud      | serie 1: 1ste in 15.09,89 finale: 1ste in 15.41,40      |
| Meselech Melkamu   | 5000m (v)              | 8e        | serie 1: 4de in 15.11,21 finale: 8ste in 15.49,03       |
| Ejegayehu Dibaba   | 10000m (v)             | 14e       | 31.22,18                                                |
| Tirunesh Dibaba    | 10000m (v)             | Goud      | 29.54,66 (OR)                                           |
| Mestawet Tufa      | 10000m (v)             | DNF       | niet gefinisht                                          |
| Zemzem Ahmed       | 3000m steeplechase (v) | 7e        | serie 3: 3de in 9.25,63 finale: 7de in 9.17,85 (NR)     |
| Sofia Assefa       | 3000m steeplechase (v) | 30e       | serie 2: 8ste in 9.47,02                                |
| Mekdes Bekele      | 3000m steeplechase (v) | 26e       | serie 1: 9de in 9.41,43                                 |
| Berhane Adere      | marathon (v)           | DNF       | niet gefinisht                                          |
| Dire Tune          | marathon (v)           | 15e       | 2:31.16                                                 |
| Gete Wami          | marathon (v)           | DNF       | niet gefinisht                                          |

Afghanistan · Albanië · Algerije · Amerikaanse Maagdeneilanden · Amerikaans-Samoa · Andorra · Angola · Antigua en Barbuda · Argentinië · Armenië · Aruba · Australië · Azerbeidzjan · Bahama's · Bahrein · Bangladesh · Barbados · België · Belize · Benin · Bermuda · Bhutan · Bolivia · Bosnië en Herzegovina · Botswana · Brazilië · Britse Maagdeneilanden · Bulgarije · Burkina Faso · Burundi · Cambodja · Canada · Centraal-Afrikaanse Republiek · Chili · China · Chinees Taipei · Colombia · Comoren · Congo-Brazzaville · Congo-Kinshasa · Cookeilanden · Costa Rica · Cuba · Cyprus · Denemarken · Djibouti · Dominica · Dominicaanse Republiek · Duitsland · Ecuador · Egypte · El Salvador · Equatoriaal-Guinea · Eritrea · Estland · Ethiopië · Fiji · Filipijnen · Finland · Frankrijk · Gabon · Gambia · Georgië · Ghana · Grenada · Griekenland · Groot-Brittannië · Guam · Guatemala · Guinee · Guinee‑Bissau · Guyana · Haïti · Honduras · Hongarije · Hongkong · Ierland · IJsland · India · Indonesië · Irak · Iran · Israël · Italië · Ivoorkust · Jamaica · Japan · Jemen · Jordanië · Kaaimaneilanden · Kaapverdië · Kameroen · Kazachstan · Kenia · Kirgizië · Kiribati · Koeweit · Kroatië · Laos · Lesotho · Letland · Libanon · Liberia · Libië · Liechtenstein · Litouwen · Luxemburg · Macedonië · Madagaskar · Malawi · Malediven · Maleisië · Mali · Malta · Marshalleilanden · Marokko · Mauritanië · Mauritius · Mexico · Micronesië · Moldavië · Monaco · Mongolië · Montenegro · Mozambique · Myanmar · Namibië · Nauru · Nederland · Nederlandse Antillen · Nepal · Nicaragua · Nieuw-Zeeland · Niger · Nigeria · Noord-Korea · Noorwegen · Oeganda · Oekraïne · Oezbekistan · Oman · Oostenrijk · Oost‑Timor · Pakistan · Palau · Palestina · Panama · Papoea-Nieuw-Guinea · Paraguay · Peru · Polen · Portugal · Puerto Rico · Qatar · Roemenië · Rusland · Rwanda · Saint Kitts en Nevis · Saint Lucia · Saint Vincent en Grenadines · Salomonseilanden · Samoa · San Marino · Sao Tomé en Principe · Saoedi-Arabië · Senegal · Servië · Seychellen · Sierra Leone · Singapore · Slovenië · Slowakije · Soedan · Somalië · Spanje · Sri Lanka · Suriname · Swaziland · Syrië · Tadzjikistan · Tanzania · Thailand · Togo · Tonga · Trinidad en Tobago · Tsjaad · Tsjechië · Tunesië · Turkije · Turkmenistan · Tuvalu · Uruguay · Vanuatu · Venezuela · Verenigde Arabische Emiraten · Verenigde Staten · Vietnam · Wit-Rusland · Zambia · Zimbabwe · Zuid-Afrika · Zuid-Korea · Zweden · Zwitserland
Uitgesloten van deelname: Brunei